# Ramon Barnils
Ramon Barnils i Folguera, (Sabadell, 1940-Reus, 2001) fue un periodista, traductor y profesor universitario de Cataluña, España. A lo largo de su intensa carrera colaboró en los diarios Tele/eXprés, El Correo Catalán, Avui, La Vanguardia y El Mundo, y en las revistas Amb Potes Rosses, El Mundo, Ajoblanco y El Temps. También trabajó en las agencias de noticias Europa Press y Agencia EFE, donde impulsó el primer servicio de noticias en catalán en la década de 1980.
En la radio desarrolló la labor más conocida por el gran público. Fue en Catalunya Ràdio desde el nacimiento de la emisora y en programas de gran audiencia que marcaron una época radiofónica: El lloro, el moro, el mico i el senyor de Puerto Rico, y El mínim esforç, que presentaba junto a Quim Monzó y Jordi Vendrell ("La Mercantil Radiofónica"). También participó en las tertulias de actualidad política L'orquestra y Postres de músic y, ocasionalmente, en L'internauta.
Defensor de la independencia profesional y del periodismo crítico, fue profesor de periodismo en la Facultad de Ciencias de la Comunicación de la Universidad Autónoma de Barcelona entre 1976 y 1985, y ejerció una gran maestría sobre una amplia generación de periodistas.

## Obras
- La torna de la torna. Salvador Puig Antich i el MIL, publicado con el nombre colectivo de Carlota Tolosa (1985)
- El lloro, el moro, el mico i el senyor de Puerto Rico, (1987)
- Història crítica del Futbol Club Barcelona (1899-1999) (1999)
- Articles (2002)

### Traducciones
- Matilda, de Roald Dahl (1988)
- El nen: contes d'infància, de Roald Dahl (1986)
- La guerra de Troia, de Robert Graves (1987)